# Оки (острова)
Острова Оки (яп. 隠岐諸島) — группа островов в Японском море, в 50 км севернее юго-западной оконечности острова Хонсю. Входят в состав префектуры Симане, Япония.

## География
Группа состоит из четырёх больших островов, так называемых трёх «передних островов» — Тибуридзима (яп. 知夫里島), Наканосима (яп. 中ノ島) и Нисиносима (яп. 西ノ島), и одного «заднего» — Дого (яп. 島後). Рядом с ними расположены около 18 малых островов и скал. Острова образовались в период палеолита в результате извержения вулканов гряды Пэктусан, которая тянется с Корейского полуострова к берегам Хонсю по дну Японского моря.

### Основные острова
| Остров (русск.) | Остров (анг.) | Остров (япон.) | Площадь, км² | Население, чел. | Наивысшая точка, м | Пик                       | Координаты                 |
| --------------- | ------------- | -------------- | ------------ | --------------- | ------------------ | ------------------------- | -------------------------- |
| Дого            | Dōgojima      | 島後           | 241,58       | 14 849          | 608                | Гора Даимандзи (Daimanji) | 36°14′ с. ш. 133°17′ в. д. |
| Наканосима      | Nakanoshima   | 中ノ島         | 32,21        | 2400            | 164                |                           | 36°05′ с. ш. 133°06′ в. д. |
| Нисиносима      | Nishinoshima  | 西ノ島         | 55,97        | 3400            | 452                | Такухияма (Takuhiyama)    | 36°06′ с. ш. 133°59′ в. д. |
| Тибуридзима     | Chiburijima   | 知夫里島       | 13,7         | 650             | 325                |                           | 36°01′ с. ш. 133°02′ в. д. |

## Административное деление
До вхождения островов Оки в префектуру Симане в 1876 году, они составляли отдельную административную единицу — провинцию Оки. Они издревле использовалась как место ссылки политических преступников.

## Населённые пункты
В октябре 2004 года городок Сайго, а также деревни Фусэ, Гока и Цума объединились в город Окиносима.

## Транспорт
В городе действует аэропорт (OKI), вылеты из которого происходят в направлении международного аэропорта Осаки «Итами» (ITM) и аэропорта Идзумо (IZO).